# 当代舞

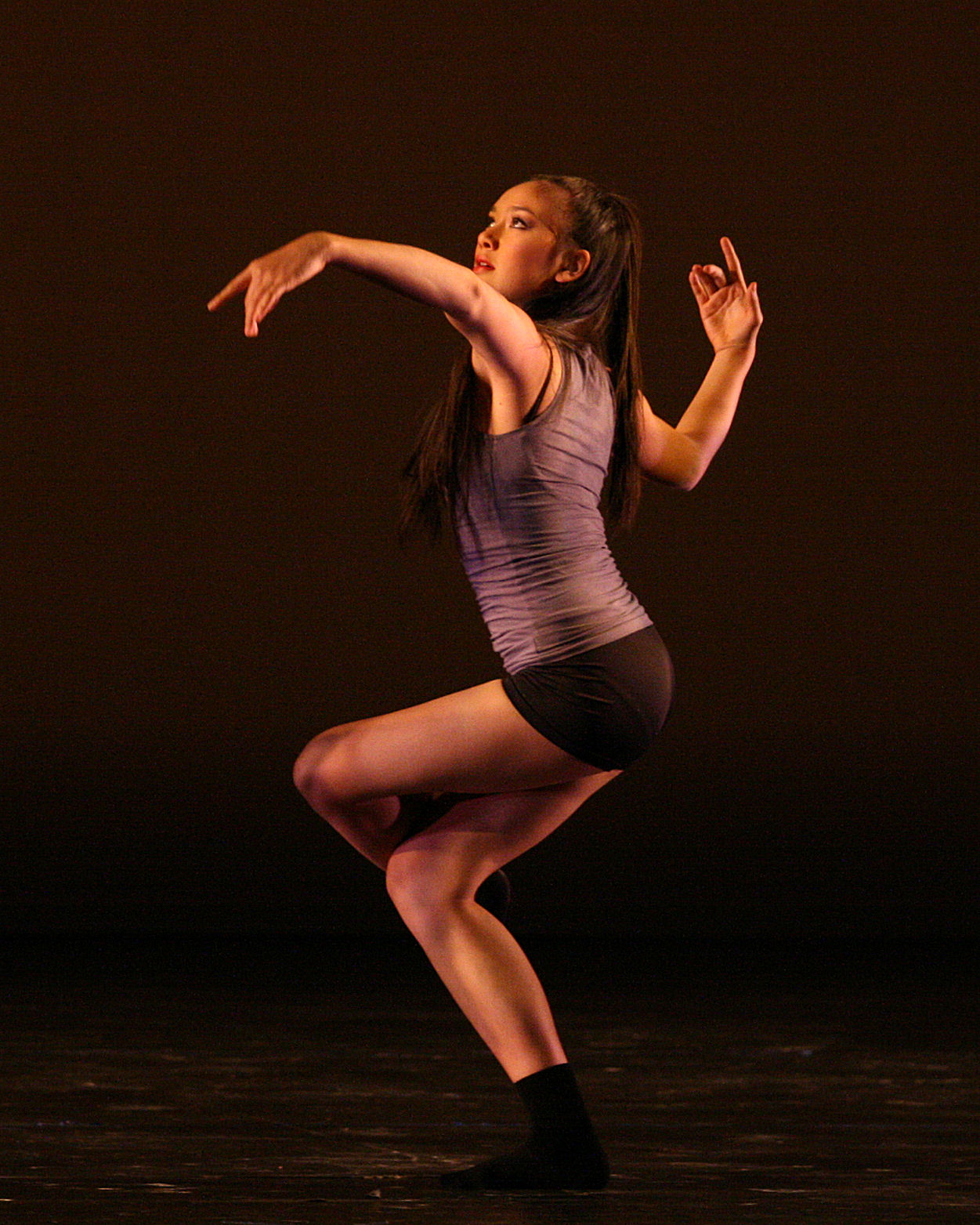
舞蹈家表演当代舞蹈作品

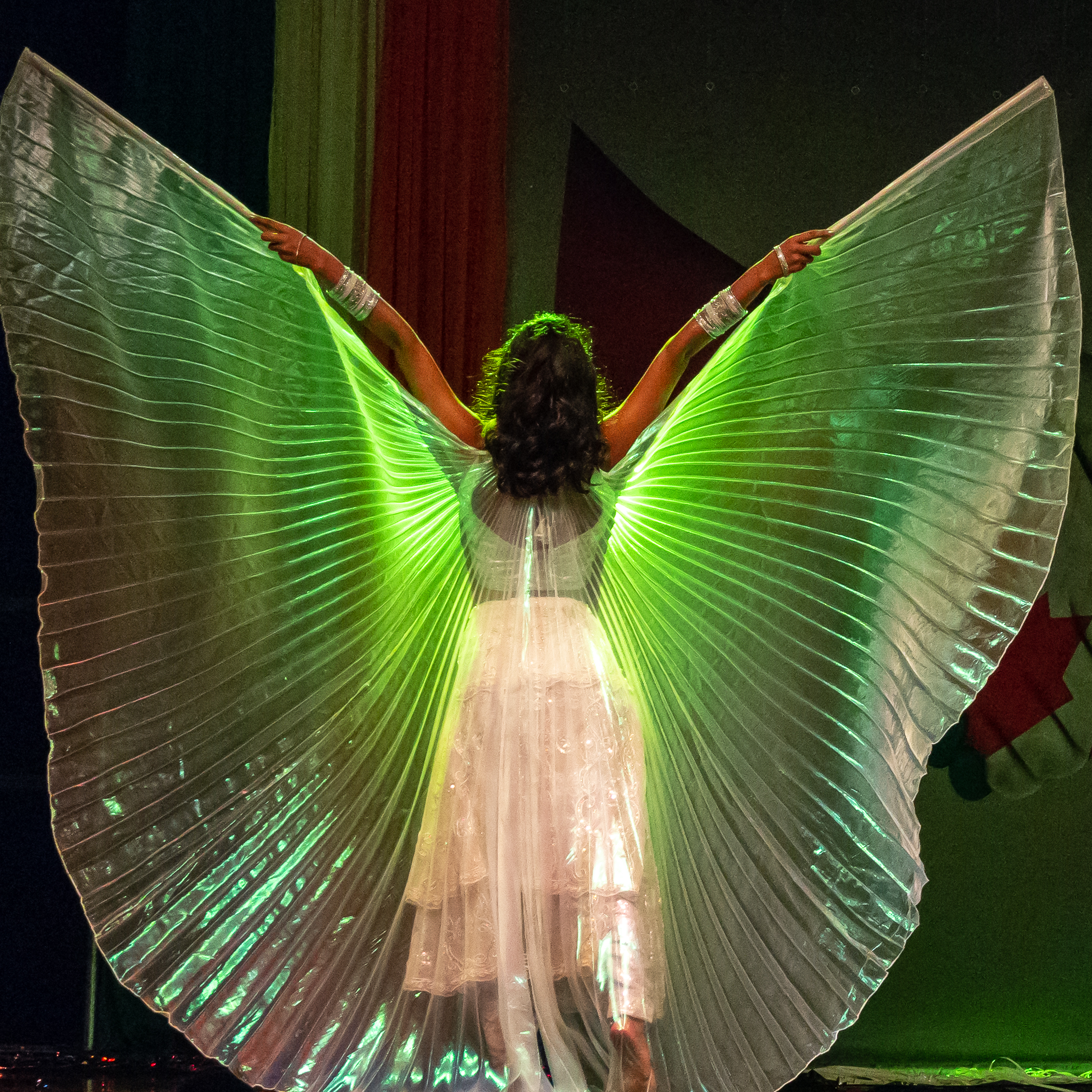
2018年温尼伯民俗节上的印度当代舞蹈家

当代舞（英語：Contemporary Dance）是一种在二十世纪中叶发展而来的舞蹈表演类型。它已经发展成为全世界专业舞者所主要学习的舞种之一，并在美国和欧洲尤其受欢迎。尽管始于和借鉴于古典芭蕾、现代舞和爵士舞，当代舞最终成为了一种混合元素。 由于技巧上存在相似性，当代舞经常与现代舞、古典芭蕾和其他古典音乐舞蹈风格存在紧密联系。
根据其技术技巧，当代舞趋向于将芭蕾的强有力、受控制的腿部动作同现代舞的重力放置于人体躯干结合起来。与此同时，当代舞还利用了收缩-放松(contract-release)、地面作业（floor work）、倒下与复原(fall and recovery)和拥有即兴特征的现代舞。节奏、速度和方向不可预测地被改变这一技术常被用于当代舞中。它有时还包含吸收非西方的舞蹈文化，比如从非洲舞蹈中来‘屈膝’的元素和从日本当代舞中来的‘舞踏(Butoh)’元素。

## 历史

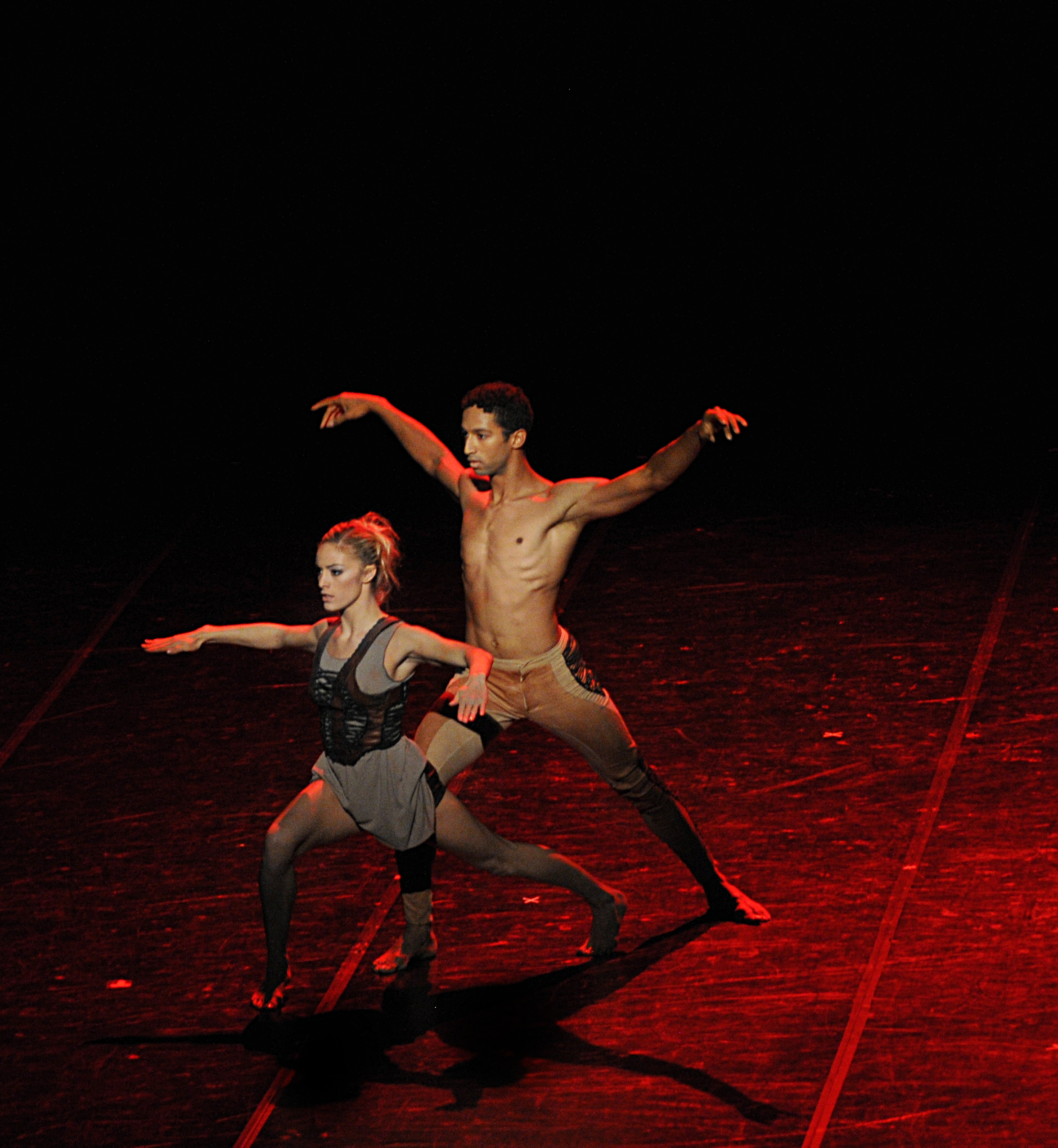
Le Sacre表演的当代舞

当代舞同时利用了古典芭蕾和现代舞，与之相反，后现代舞却同现代舞截然相反。摩斯·康寧漢（Merce Cunningham）被认为是首个“对现代舞形成独立自主态度”并同现代舞所建立的思想作斗争的舞蹈编导。1944年，肯宁汉使用了约翰·凯奇（John Cage，代表作《4分33秒》）的音乐。约翰·凯奇观察到坎宁汉的舞蹈“既不再依据线性元素，也不依靠于接近或远离于高潮的舞蹈动作。就像在抽象派绘画中，一个元素（一个动作、一个声音、光线的一个改变）本身就被认为是具有表达性的，且它所沟通表达的东西，很大程度上取决于观看者自身。”坎宁汉在1953年建立了摩斯·坎宁汉舞蹈公司，并为公司连续创作了150多个作品，其中的大多数已经被芭蕾舞和现代舞公司全球表演过。

## 坎宁汉的主要思想
坎宁汉的主要思想包括：
1. 当代舞拒绝以古典芭蕾的腿部技术取代现代舞的重力放置于躯干技术
2. 当代舞是不一定需要叙事形式的艺术。
3. 当代舞呈现出混乱无序，但依然依靠于技术。
4. 节奏、速度和方向不可预测地被改变。
5. 多重的和同时发生的动作
6. 芭蕾舞台框架视角中的悬浮俯视观察和对称，如前侧、中间和分层。
7. 有创造力的自由
8. “舞蹈和音乐相互独立”
9. 舞蹈是被用来跳的，不是分析的。
10. 创新的舞台灯光、装置和服装同安迪·沃荷、羅伯特·勞森伯格和賈斯珀·瓊斯结合。[4]

其他当代舞先驱包括：露絲·聖·丹尼斯, 桃樂絲·漢弗萊 （Doris Batcheller Humphrey） , 瑪麗·魏格曼（Mary Wigman）, 弗朗索瓦·德爾薩特（Francois Delsarte）, 愛彌爾·雅克·達克羅士, 保羅·泰勒（Paul Taylor）, 魯道夫·拉邦（Rudolph von Laban）, 洛伊·富勒, 約瑟·林蒙（Jose Limon） 和 馬里·蘭伯特（Marie Rambert）.

## 编导的作用
总是得有一个编导去作出有创造性的决定，去决定这个作品是抽象的还是叙事的。舞者们凭借他们的技能和训练被挑选。舞蹈编排取决于其与音乐或声音的关系。在当代舞中，音乐的作用与在其他体裁中不同，因为它可以以背景的形式来服务于这个作品。编导需要为表演的整体构图控制服装、服装的美学价值和关于服装对舞者的动作的影响。

## 技术技巧

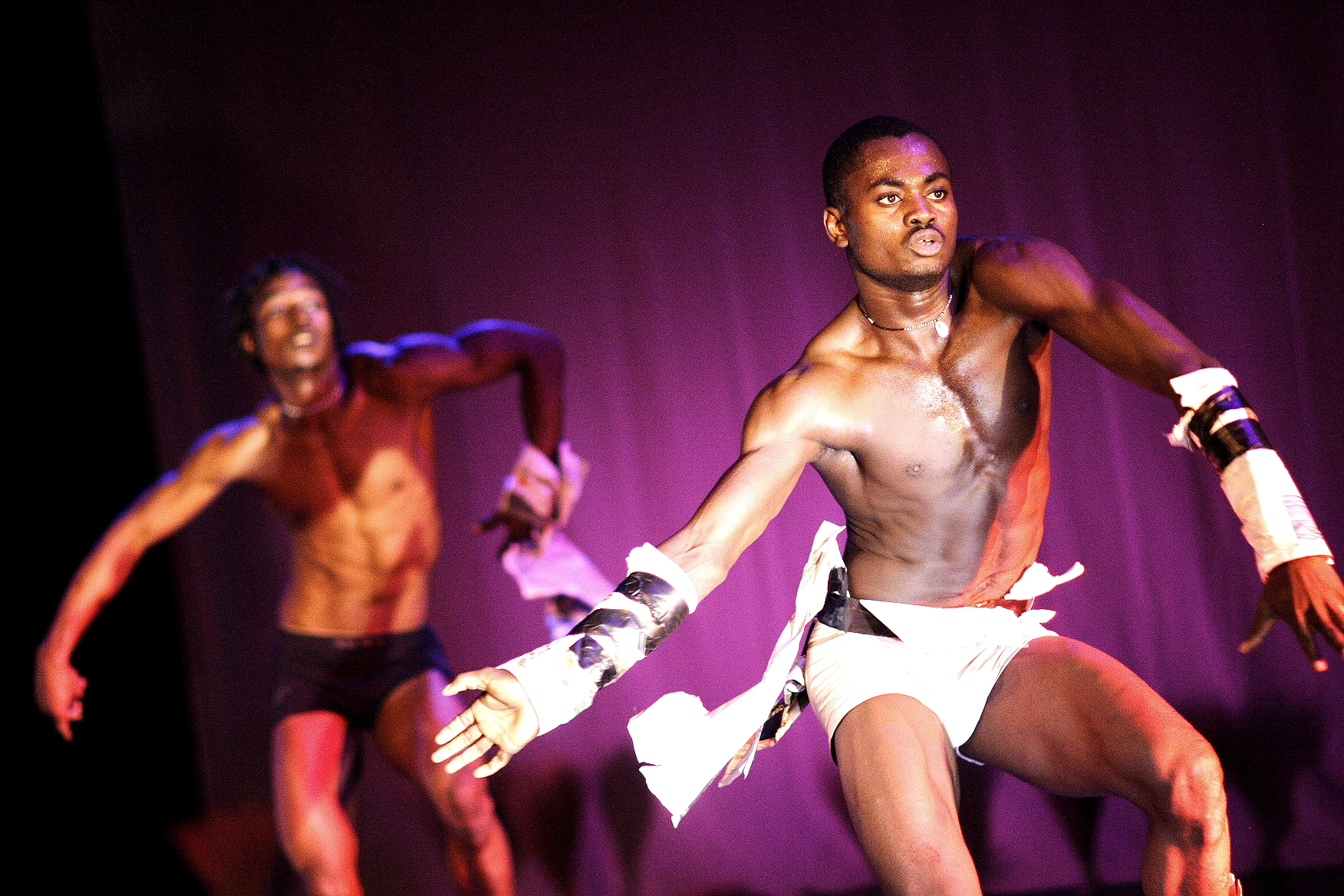
芭蕾舞团“Le Sacre du Tempo”

当代舞中所使用的舞蹈技术技巧和动作哲学可能包括当代芭蕾、即兴舞蹈、美国现代舞系统（如格莱姆Graham技术，韩福瑞魏德曼Humphrey-Weidman技术和荷顿Horton技术），欧洲芭田妮芙Bartenieff原理的现代舞和邓肯舞蹈技术（Free dance）。
当代舞者的培养依靠使用当代舞技术和与非舞蹈（non-dance）所相关的训练，如
普拉提，瑜伽，默剧表演训练-艾蒂安·德可度Étienne Decroux技术和躯体训练（如亚历山大技术Alexander technique） ，费登奎斯理论（Feldenkrais Method），沙利文技术（Sullivan Technique）与富兰克林理论（Franklin-Method），美国当代舞技术（如荷西里蒙（José Limón）技术，霍金斯（Hawkins）技术）和后现代舞技术（如接触即兴，坎宁汉技术和放松Release技术）。
一些著名的编导和当代舞创作者自己创建学校和技术。保罗·泰勒（Paul Taylor）创作了一种叫泰勒的舞蹈技术，这种技术现在在一些现代舞学校如美国的 The Ailey School 里被用来教学。

## 另見
- 現代舞
- 芭蕾舞

## 引用
1. ↑  .   [2017-06-22]. （原始内容存档于2017-07-09）.
2. ↑  Scheff, Helene; Marty Sprague; Susan McGreevy-Nichols. . Human Kinetics. 2010: 87  [2017-06-22]. ISBN 0-7360-8023-6. （原始内容存档于2017-03-01）.
3. ↑  .   [2012-02-28]. （原始内容存档于2012-03-31）.
4. 1 2 3  .   [2012-02-28]. （原始内容存档于2012-01-02）.
5. ↑  .   [2012-02-28]. （原始内容存档于2018-10-17）.
6. ↑  .   [2012-02-28]. （原始内容存档于2012-01-02）.
7. ↑  .   [2017-06-25]. （原始内容存档于2010-12-17）.